# Drasteriodes nejdicola
Drasteriodes nejdicola là một loài bướm đêm trong họ Noctuidae.